# Gollum (ryby)
Gollum – rodzaj drapieżnych ryb chrzęstnoszkieletowych z rodziny Pseudotriakidae.

## Rozmieszczenie geograficzne
Do rodzaju należą gatunki występujące w wodach zachodniego (zachodnia część Morza Sulu) i południowo-zachodniego Pacyfiku (wody wokół południowej Nowej Zelandii, wyspy Kermadec i Nowej Kaledonii).

## Morfologia
Długość ciała do 109,2 cm.

## Systematyka
Rodzaj zdefiniował w 1973 roku amerykański ichtiolog specjalizujący się w badaniach rekinów Leonard Compagno w artykule poświęconym dwóm nowym rodzajom z rodziny żarłaczowatych, opublikowanym w czasopiśmie Proceedings of the California Academy of Sciences. Gatunkiem typowym jest (oryginalne oznaczenie) G. attenuatus.

### Etymologia
Gollum: Gollum – fikcyjna postać z powieści Johna Tolkiena „Hobbit, czyli tam i z powrotem” i „Władca Pierścieni”; w aluzji do „pewnych podobieństw w formie i zwyczajach”.

### Podział systematyczny
Do rodzaju należą następujące gatunki:
- Gollum attenuatus (Garrick, 1954)
- Gollum suluensis Last & Gaudiano, 2011